# Arthur Aron
 (juin 2020).
Pour les articles homonymes, voir Aron.
Arthur Aron, né le 2 juillet 1945, est professeur de psychologie à la Université d'État de New York à Stony Brook.  

## Biographie
Arthur Aron obtient un baccalauréat universitaire (bachelor's degree) en psychologie et philosophie en 1967 et un master en psychologie sociale en 1968, tous deux de l'Université de Californie à Berkeley. Il obtient un doctorat en psychologie sociale de l'Université de Toronto en 1970.
Aron est marié à la psychologue Elaine Aron,